# Passant Ample

El Passant Ample, respecte del terme de Castellcir

El Passant Ample, o el Pas Ample, és un passant, o gual, del terme municipal de Castellcir, a la comarca del Moianès.
Està situat en el sector nord-oest del terme de Castellcir, a llevant de la masia del Verdeguer, a la vall del Torrent de la Mare de Déu. Es troba just al lloc on s'origina la Riera de Fontscalents, a prop i al nord d'on el Sot dels Llamps aflueix en la riera esmentada.